# 170 Hz
170 Hz is een Nederlandse film uit 2011, geregisseerd en geschreven door Joost van Ginkel. De titel verwijst naar de hoogste toon die Nick nog kan horen: het diepe geluid van zijn motor of de knal van een dichtslaande deur.

## Synopsis
De 19-jarige Nick en de 16-jarige Evy zijn allebei doof en voelen een onvoorwaardelijke liefde voor elkaar. Doordat Nick zich raar gedraagt tegenover de ouders van Evy keuren die hun relatie af. Ze vluchten en houden zich schuil in het wrak van een onderzeeër. Ze besluiten dat ze een kind willen, en pas terug te gaan na vijf maanden zwangerschap. Langzaam wordt echter duidelijk dat het verleden van Nick een grote rol blijkt te spelen. Hij blijkt ook een pistool bij zich te hebben. Evy wordt bang voor hem en zwemt naar de kant. Nick pleegt zelfmoord.

## Rolverdeling
| Acteur             | Personage       | Opmerkingen |
| ------------------ | --------------- | ----------- |
| Hoofdrollen        |                 |             |
| Gaite Jansen       | Evy             |             |
| Michael Muller     | Nick            |             |
| Ariane Schluter    | Moeder Nick     |             |
| Porgy Franssen     | Vader Nick      |             |
| Eva van Heijningen | Moeder Evy      |             |
| Hugo Haenen        | Vader Evy       |             |
| Bijrollen          |                 |             |
| Robert de Hoog     | Sijp            |             |
| Baue van Leyden    | Bor             |             |
| Leroy Kemper       | Nicholas        |             |
| Diederik Ebbinge   | Eigenaar garage |             |
| Fiamma Baistrocchi | Jonge Evy       |             |
| Valerie Pos        | Caro            |             |
| Gaby van Rooijen   | Michelle        |             |
| Alyssa Pais        | Nancy           |             |
| Balm van Zijl      | Baby            |             |

## Prijzen en nominaties
Op het Nederlands Film Festival van 2011 was 170 Hz genomineerd voor twee Gouden Kalveren en won de Publieksprijs. Daarnaast won de film ook de MovieSquad Award.

## Trivia
- De twee hoofdrolspelers hebben gebarentaal geleerd met behulp van een gebarentaaldocent, een tolk en een aantal jonge dove coaches[2]